# Chiesa della Beata Vergine dello Spasimo
L'oratorio della Beata Vergine dello Spasimo, è un edificio religioso della cittadina di Cerea, al bivio tra le strade Via XXV Aprile e Via Garibaldi.

## Storia
Dell'oratorio, si hanno precise informazioni dal 20 ottobre 1826, da una relazione dell'allora parroco di Cerea.
Altri studi, indicano che un luogo di culto era presente già da un paio di secoli.
Il primo e originario capitello, dovrebbe risalire alla prima metà del Seicento, quando la popolazione volle costruire un oratorio intitolato alla Madonna, per la conclusione della peste.
Nel 1713, il  19 giugno fu presa la decisione di costruire una nuova chiesa e con essa un nuovo altare al posto di quello vecchio e quindi di ricorrere all'elemosine dei devoti e supplicare il Serenissimo Principe per ottenere l'autorizzazione.
L'autorizzazione fu concessa dalla diocesi il 7 giugno 1714.
Il precedente capitello, venne inglobato nella nuova chiesa che risultò più grande ed accogliente.
Sotto l'aspetto architettonico, l'originale impostazione della facciata, è caratterizzata da un doppio ordine di paraste di cui quello superiore è singolarmente contratto e rastremato verso il basso.
Allo stesso modello delle facciata si rifanno altre facciate di chiesette e oratori poco distanti.
Da ricordare è anche la decorazione esterna della parte absidale, caratterizzata da un'elaborata partitura architettonica, tanto da immaginare l'esistenza di un secondo accesso, in seguito chiuso.
L'interno, ad aula unica, presenta decorazioni parietali in gran parte aggiornate e modificate nel corso dell'Ottocento.